# Autet
Autet é uma comuna francesa na região administrativa de Borgonha-Franco-Condado, no departamento de Alto Sona. Estende-se por uma área de 11,35 km². Em 2010 a comuna tinha 283 habitantes (densidade: 24,9 hab./km²).